# Félix Casanova de Ayala
Félix Casanova de Ayala (8 de enero de 1915-1990) fue un poeta canario de la segunda mitad del siglo XX y sus obras fueron traducidas a muchos idiomas. Pero no solo abarcó la poesía sino que también fue ensayista, crítico literario, periodista y escritor de cuentos.

## Biografía
Comienza su actividad poética, formando parte de la "Segunda hora" del movimiento "postista". Más tarde, ligado al grupo "Pájaro de paja", y en una colección del mismo nombre, editó su primer libro "El paisaje contiguo". Formó parte del partido político de izquierda nacionalista Unión del Pueblo Canario.
Del mismo modo destacó también el trabajo de recopilación de los trabajos literarios de su hijo Félix Francisco Casanova, quien a pesar de haber muerto prematuramente a los 19 años de edad tuvo tiempo de ganar los premios Julio Tovar de Poesía (1973) y el Benito Pérez Armas de Novela (1974). Es también autor de una colección de relatos, "La sirena y otras frustraciones" (1989). El Gobierno de Canarias le concedió la Medalla de Oro a título póstumo en 1997.

## Obra
- "El paisaje contiguo" (1952)
- "La vieja casa" (1953)
- "Conquista del sosiego" (1959)
- "Otoño mío" (1962)
- "Oración para un nuevo día" (1963)
- "Elegía aullada" (1964)
- "Crucero de verano" (1971)
- "El visitante" (1975)
- "Resumen de una experiencia poética" (1976)
- "Cancionero del mitin" (1977)
- "Antología poética" (1979)
- "El collar de caracoles" (1981) —sin duda alguna, su obra más conocida—
- "La destiladera" (1984)
- "Los mejores poemas de ayer y hoy" (1988)
- "Poesía" (1988)

## Obras de Félix Francisco Casanova
- "El Don de Vorace" (1974), novela.
- "Yo hubiera o hubiese amado" (1983), diario.
- "La memoria olvidada. Poesía completa, 1973-1976" (1990), poesía.